# Thế phả quân chủ Ngũ Đại Thập Quốc

## Ngũ Đại

### Hậu Lương
|  |  |                                     |                                     |                                     |                                     |                                     |                                     | Lương Liệt Tổ Chu Thành                  |  |  |  |  |  |                                        |                                        |                                        |                                        |                                        |                                        |  |  |  |  |  |  |
|  |  |                                     |                                     |                                     |                                     |                                     |                                     |                                          |  |  |  |  |  |                                        |                                        |                                        |                                        |                                        |                                        |  |  |  |  |  |  |
|  |  |                                     |                                     |                                     |                                     |                                     |                                     | Lương Thái Tổ Chu Toàn Trung 852-907-912 |  |  |  |  |  |                                        |                                        |                                        |                                        |                                        |                                        |  |  |  |  |  |  |
|  |  |                                     |                                     |                                     |                                     |                                     |                                     |                                          |  |  |  |  |  |                                        |                                        |                                        |                                        |                                        |                                        |  |  |  |  |  |  |
|  |  |                                     |                                     |                                     |                                     |                                     |                                     |                                          |  |  |  |  |  |                                        |                                        |                                        |                                        |                                        |                                        |  |  |  |  |  |  |
|  |  | Dĩnh Vương Chu Hữu Khuê 888-912-913 | Dĩnh Vương Chu Hữu Khuê 888-912-913 | Dĩnh Vương Chu Hữu Khuê 888-912-913 | Dĩnh Vương Chu Hữu Khuê 888-912-913 | Dĩnh Vương Chu Hữu Khuê 888-912-913 | Dĩnh Vương Chu Hữu Khuê 888-912-913 |                                          |  |  |  |  |  | Lương Mạt Đế Chu Hữu Trinh 888-913-923 | Lương Mạt Đế Chu Hữu Trinh 888-913-923 | Lương Mạt Đế Chu Hữu Trinh 888-913-923 | Lương Mạt Đế Chu Hữu Trinh 888-913-923 | Lương Mạt Đế Chu Hữu Trinh 888-913-923 | Lương Mạt Đế Chu Hữu Trinh 888-913-923 |  |  |  |  |  |  |

### Hậu Đường
|  |  |  |  |                                        |                                        |                                        |                                        |                                        |                                        |  |  |  |  |                                          |                                          |                                          |                                          |                                          |                                          |  |  |  |  |  |  |                            |                            | nhận nuôi                  |                            |                            |                            |                                          |                                          |                                          |                                          |                                          |                                          |          |          |          |          |          |          |
|  |  |  |  | Đường Thái Tổ Lý Khắc Dụng 856-908     | Đường Thái Tổ Lý Khắc Dụng 856-908     | Đường Thái Tổ Lý Khắc Dụng 856-908     | Đường Thái Tổ Lý Khắc Dụng 856-908     | Đường Thái Tổ Lý Khắc Dụng 856-908     | Đường Thái Tổ Lý Khắc Dụng 856-908     |  |  |  |  | Đường Đức Tổ Lý Nghê                     | Đường Đức Tổ Lý Nghê                     | Đường Đức Tổ Lý Nghê                     | Đường Đức Tổ Lý Nghê                     | Đường Đức Tổ Lý Nghê                     | Đường Đức Tổ Lý Nghê                     |  |  |  |  |  |  |                            |                            |                            |                            |                            |                            |                                          |                                          |                                          |                                          |                                          |                                          |          |          |          |          |          |          |
|  |  |  |  | Đường Thái Tổ Lý Khắc Dụng 856-908     | Đường Thái Tổ Lý Khắc Dụng 856-908     | Đường Thái Tổ Lý Khắc Dụng 856-908     | Đường Thái Tổ Lý Khắc Dụng 856-908     | Đường Thái Tổ Lý Khắc Dụng 856-908     | Đường Thái Tổ Lý Khắc Dụng 856-908     |  |  |  |  | Đường Đức Tổ Lý Nghê                     | Đường Đức Tổ Lý Nghê                     | Đường Đức Tổ Lý Nghê                     | Đường Đức Tổ Lý Nghê                     | Đường Đức Tổ Lý Nghê                     | Đường Đức Tổ Lý Nghê                     |  |  |  |  |  |  |                            |                            |                            |                            |                            |                            |                                          |                                          |                                          |                                          |                                          |                                          |          |          |          |          |          |          |
|  |  |  |  |                                        |                                        |                                        |                                        |                                        |                                        |  |  |  |  |                                          |                                          |                                          |                                          |                                          |                                          |  |  |  |  |  |  |                            |                            |                            |                            |                            |                            |                                          |                                          |                                          |                                          |                                          |                                          |          |          |          |          |          |          |
|  |  |  |  | Đường Trang Tông Lý Tồn Úc 885-923-926 | Đường Trang Tông Lý Tồn Úc 885-923-926 | Đường Trang Tông Lý Tồn Úc 885-923-926 | Đường Trang Tông Lý Tồn Úc 885-923-926 | Đường Trang Tông Lý Tồn Úc 885-923-926 | Đường Trang Tông Lý Tồn Úc 885-923-926 |  |  |  |  | Đường Minh Tông Lý Tự Nguyên 867-926-933 | Đường Minh Tông Lý Tự Nguyên 867-926-933 | Đường Minh Tông Lý Tự Nguyên 867-926-933 | Đường Minh Tông Lý Tự Nguyên 867-926-933 | Đường Minh Tông Lý Tự Nguyên 867-926-933 | Đường Minh Tông Lý Tự Nguyên 867-926-933 |  |  |  |  |  |  | Tuyên Hiến hoàng hậu ?-936 | Tuyên Hiến hoàng hậu ?-936 | Tuyên Hiến hoàng hậu ?-936 | Tuyên Hiến hoàng hậu ?-936 | Tuyên Hiến hoàng hậu ?-936 | Tuyên Hiến hoàng hậu ?-936 |                                          |                                          |                                          |                                          |                                          |                                          | Vương mỗ | Vương mỗ | Vương mỗ | Vương mỗ | Vương mỗ | Vương mỗ |
|  |  |  |  | Đường Trang Tông Lý Tồn Úc 885-923-926 | Đường Trang Tông Lý Tồn Úc 885-923-926 | Đường Trang Tông Lý Tồn Úc 885-923-926 | Đường Trang Tông Lý Tồn Úc 885-923-926 | Đường Trang Tông Lý Tồn Úc 885-923-926 | Đường Trang Tông Lý Tồn Úc 885-923-926 |  |  |  |  | Đường Minh Tông Lý Tự Nguyên 867-926-933 | Đường Minh Tông Lý Tự Nguyên 867-926-933 | Đường Minh Tông Lý Tự Nguyên 867-926-933 | Đường Minh Tông Lý Tự Nguyên 867-926-933 | Đường Minh Tông Lý Tự Nguyên 867-926-933 | Đường Minh Tông Lý Tự Nguyên 867-926-933 |  |  |  |  |  |  | Tuyên Hiến hoàng hậu ?-936 | Tuyên Hiến hoàng hậu ?-936 | Tuyên Hiến hoàng hậu ?-936 | Tuyên Hiến hoàng hậu ?-936 | Tuyên Hiến hoàng hậu ?-936 | Tuyên Hiến hoàng hậu ?-936 |                                          |                                          |                                          |                                          |                                          |                                          | Vương mỗ | Vương mỗ | Vương mỗ | Vương mỗ | Vương mỗ | Vương mỗ |
|  |  |  |  |                                        |                                        |                                        |                                        |                                        |                                        |  |  |  |  |                                          |                                          |                                          |                                          |                                          |                                          |  |  |  |  |  |  |                            |                            |                            |                            |                            |                            |                                          |                                          |                                          |                                          |                                          |                                          |          |          |          |          |          |          |
|  |  |  |  |                                        |                                        |                                        |                                        |                                        |                                        |  |  |  |  |                                          |                                          |                                          |                                          |                                          |                                          |  |  |  |  |  |  |                            |                            |                            |                            |                            |                            |                                          |                                          |                                          |                                          |                                          |                                          |          |          |          |          |          |          |
|  |  |  |  |                                        |                                        |                                        |                                        |                                        |                                        |  |  |  |  | Đường Mẫn Đế Lý Tòng Hậu 914-933-934     | Đường Mẫn Đế Lý Tòng Hậu 914-933-934     | Đường Mẫn Đế Lý Tòng Hậu 914-933-934     | Đường Mẫn Đế Lý Tòng Hậu 914-933-934     | Đường Mẫn Đế Lý Tòng Hậu 914-933-934     | Đường Mẫn Đế Lý Tòng Hậu 914-933-934     |  |  |  |  |  |  |                            |                            |                            |                            |                            |                            | Hậu Đường Mạt Đế Lý Tòng Kha 885-934-936 | Hậu Đường Mạt Đế Lý Tòng Kha 885-934-936 | Hậu Đường Mạt Đế Lý Tòng Kha 885-934-936 | Hậu Đường Mạt Đế Lý Tòng Kha 885-934-936 | Hậu Đường Mạt Đế Lý Tòng Kha 885-934-936 | Hậu Đường Mạt Đế Lý Tòng Kha 885-934-936 |          |          |          |          |          |          |

### Hậu Tấn
|  |  |  |  |                                          |                           |                           |                           |                           |                           | Tấn Hiến Tổ Thạch Thiệu Ung |  |  |  |  |  |                                         |                                         |                                         |                                         |                                         |                                         |  |  |
|  |  |  |  |                                          |                           |                           |                           |                           |                           |                             |  |  |  |  |  |                                         |                                         |                                         |                                         |                                         |                                         |  |  |
|  |  |  |  |                                          |                           |                           |                           |                           |                           |                             |  |  |  |  |  |                                         |                                         |                                         |                                         |                                         |                                         |  |  |
|  |  |  |  | Tống Vương Thạch Kính Nho                | Tống Vương Thạch Kính Nho | Tống Vương Thạch Kính Nho | Tống Vương Thạch Kính Nho | Tống Vương Thạch Kính Nho | Tống Vương Thạch Kính Nho |                             |  |  |  |  |  | Tấn Cao Tổ Thạch Kính Đường 892-936-942 | Tấn Cao Tổ Thạch Kính Đường 892-936-942 | Tấn Cao Tổ Thạch Kính Đường 892-936-942 | Tấn Cao Tổ Thạch Kính Đường 892-936-942 | Tấn Cao Tổ Thạch Kính Đường 892-936-942 | Tấn Cao Tổ Thạch Kính Đường 892-936-942 |  |  |
|  |  |  |  | Tống Vương Thạch Kính Nho                | Tống Vương Thạch Kính Nho | Tống Vương Thạch Kính Nho | Tống Vương Thạch Kính Nho | Tống Vương Thạch Kính Nho | Tống Vương Thạch Kính Nho |                             |  |  |  |  |  | Tấn Cao Tổ Thạch Kính Đường 892-936-942 | Tấn Cao Tổ Thạch Kính Đường 892-936-942 | Tấn Cao Tổ Thạch Kính Đường 892-936-942 | Tấn Cao Tổ Thạch Kính Đường 892-936-942 | Tấn Cao Tổ Thạch Kính Đường 892-936-942 | Tấn Cao Tổ Thạch Kính Đường 892-936-942 |  |  |
|  |  |  |  | Tấn Xuất Đế Lý Trọng Quý 914-942-946-974 |                           |                           |                           |                           |                           |                             |  |  |  |  |  |                                         |                                         |                                         |                                         |                                         |                                         |  |  |

### Hậu HánvàBắc Hán
|                                    |                                    |                                    |                                    |                                    |                                    |                                     |                                     |                                     |                                     |                                     |                                     |                                 |                                 |  |  |                                   |                                   |                                   |                                   |                                   |                                   | nhận nuôi |  |            |            |            |            |                                |                                |                                |                                |                                |                                |         |         |                             |                             |                             |                             |                             |                             |       |       |       |       |  |  |  |  |
|                                    |                                    |                                    |                                    |                                    |                                    |                                     |                                     | Hán Hiển Tổ Lưu Điển                |                                     |                                     |                                     |                                 |                                 |  |  |                                   |                                   |                                   |                                   |                                   |                                   |           |  |            |            |            |            |                                |                                |                                |                                |                                |                                |         |         |                             |                             |                             |                             |                             |                             |       |       |       |       |  |  |  |  |
|                                    |                                    |                                    |                                    |                                    |                                    |                                     |                                     |                                     |                                     |                                     |                                     |                                 |                                 |  |  |                                   |                                   |                                   |                                   |                                   |                                   |           |  |            |            |            |            |                                |                                |                                |                                |                                |                                |         |         |                             |                             |                             |                             |                             |                             |       |       |       |       |  |  |  |  |
|                                    |                                    |                                    |                                    |                                    |                                    |                                     |                                     |                                     |                                     |                                     |                                     |                                 |                                 |  |  |                                   |                                   |                                   |                                   |                                   |                                   |           |  |            |            |            |            |                                |                                |                                |                                |                                |                                |         |         |                             |                             |                             |                             |                             |                             |       |       |       |       |  |  |  |  |
| Hậu Hán                            | Hậu Hán                            | Hậu Hán                            | Hậu Hán                            | Hậu Hán                            | Hậu Hán                            |                                     |                                     |                                     |                                     |                                     |                                     |                                 |                                 |  |  | Bắc Hán                           | Bắc Hán                           | Bắc Hán                           | Bắc Hán                           | Bắc Hán                           | Bắc Hán                           |           |  |            |            |            |            |                                |                                |                                |                                |                                |                                |         |         |                             |                             |                             |                             |                             |                             |       |       |       |       |  |  |  |  |
| Hậu Hán                            | Hậu Hán                            | Hậu Hán                            | Hậu Hán                            | Hậu Hán                            | Hậu Hán                            | Hán Cao Tổ Lưu Tri Viễn 895-947-948 | Hán Cao Tổ Lưu Tri Viễn 895-947-948 | Hán Cao Tổ Lưu Tri Viễn 895-947-948 | Hán Cao Tổ Lưu Tri Viễn 895-947-948 | Hán Cao Tổ Lưu Tri Viễn 895-947-948 | Hán Cao Tổ Lưu Tri Viễn 895-947-948 |                                 |                                 |  |  | Bắc Hán                           | Bắc Hán                           | Bắc Hán                           | Bắc Hán                           | Bắc Hán                           | Bắc Hán                           |           |  |            |            |            |            | Hán Thế Tổ Lưu Mân 895-951-954 | Hán Thế Tổ Lưu Mân 895-951-954 | Hán Thế Tổ Lưu Mân 895-951-954 | Hán Thế Tổ Lưu Mân 895-951-954 | Hán Thế Tổ Lưu Mân 895-951-954 | Hán Thế Tổ Lưu Mân 895-951-954 |         |         |                             |                             |                             |                             |                             |                             |       |       |       |       |  |  |  |  |
|                                    |                                    |                                    |                                    |                                    |                                    | Hán Cao Tổ Lưu Tri Viễn 895-947-948 | Hán Cao Tổ Lưu Tri Viễn 895-947-948 | Hán Cao Tổ Lưu Tri Viễn 895-947-948 | Hán Cao Tổ Lưu Tri Viễn 895-947-948 | Hán Cao Tổ Lưu Tri Viễn 895-947-948 | Hán Cao Tổ Lưu Tri Viễn 895-947-948 |                                 |                                 |  |  |                                   |                                   |                                   |                                   |                                   |                                   |           |  |            |            |            |            | Hán Thế Tổ Lưu Mân 895-951-954 | Hán Thế Tổ Lưu Mân 895-951-954 | Hán Thế Tổ Lưu Mân 895-951-954 | Hán Thế Tổ Lưu Mân 895-951-954 | Hán Thế Tổ Lưu Mân 895-951-954 | Hán Thế Tổ Lưu Mân 895-951-954 |         |         |                             |                             |                             |                             |                             |                             |       |       |       |       |  |  |  |  |
|                                    |                                    |                                    |                                    |                                    |                                    |                                     |                                     |                                     |                                     |                                     |                                     |                                 |                                 |  |  |                                   |                                   |                                   |                                   |                                   |                                   |           |  |            |            |            |            |                                |                                |                                |                                |                                |                                |         |         |                             |                             |                             |                             |                             |                             |       |       |       |       |  |  |  |  |
| Hán Ẩn Đế Lưu Thừa Hựu 929-948-950 | Hán Ẩn Đế Lưu Thừa Hựu 929-948-950 | Hán Ẩn Đế Lưu Thừa Hựu 929-948-950 | Hán Ẩn Đế Lưu Thừa Hựu 929-948-950 | Hán Ẩn Đế Lưu Thừa Hựu 929-948-950 | Hán Ẩn Đế Lưu Thừa Hựu 929-948-950 |                                     |                                     | Tương Âm công Lưu Uân ?-950-951     | Tương Âm công Lưu Uân ?-950-951     | Tương Âm công Lưu Uân ?-950-951     | Tương Âm công Lưu Uân ?-950-951     | Tương Âm công Lưu Uân ?-950-951 | Tương Âm công Lưu Uân ?-950-951 |  |  | Hán Duệ Tông Lưu Quân 926-954-968 | Hán Duệ Tông Lưu Quân 926-954-968 | Hán Duệ Tông Lưu Quân 926-954-968 | Hán Duệ Tông Lưu Quân 926-954-968 | Hán Duệ Tông Lưu Quân 926-954-968 | Hán Duệ Tông Lưu Quân 926-954-968 |           |  | Tiết Chiêu | Tiết Chiêu | Tiết Chiêu | Tiết Chiêu | Tiết Chiêu                     | Tiết Chiêu                     |                                |                                | Lưu thị                        | Lưu thị                        | Lưu thị | Lưu thị | Lưu thị                     | Lưu thị                     |                             |                             | Hà mỗ                       | Hà mỗ                       | Hà mỗ | Hà mỗ | Hà mỗ | Hà mỗ |  |  |  |  |
| Hán Ẩn Đế Lưu Thừa Hựu 929-948-950 | Hán Ẩn Đế Lưu Thừa Hựu 929-948-950 | Hán Ẩn Đế Lưu Thừa Hựu 929-948-950 | Hán Ẩn Đế Lưu Thừa Hựu 929-948-950 | Hán Ẩn Đế Lưu Thừa Hựu 929-948-950 | Hán Ẩn Đế Lưu Thừa Hựu 929-948-950 |                                     |                                     | Tương Âm công Lưu Uân ?-950-951     | Tương Âm công Lưu Uân ?-950-951     | Tương Âm công Lưu Uân ?-950-951     | Tương Âm công Lưu Uân ?-950-951     | Tương Âm công Lưu Uân ?-950-951 | Tương Âm công Lưu Uân ?-950-951 |  |  | Hán Duệ Tông Lưu Quân 926-954-968 | Hán Duệ Tông Lưu Quân 926-954-968 | Hán Duệ Tông Lưu Quân 926-954-968 | Hán Duệ Tông Lưu Quân 926-954-968 | Hán Duệ Tông Lưu Quân 926-954-968 | Hán Duệ Tông Lưu Quân 926-954-968 |           |  | Tiết Chiêu | Tiết Chiêu | Tiết Chiêu | Tiết Chiêu | Tiết Chiêu                     | Tiết Chiêu                     |                                |                                | Lưu thị                        | Lưu thị                        | Lưu thị | Lưu thị | Lưu thị                     | Lưu thị                     |                             |                             | Hà mỗ                       | Hà mỗ                       | Hà mỗ | Hà mỗ | Hà mỗ | Hà mỗ |  |  |  |  |
|                                    |                                    |                                    |                                    |                                    |                                    |                                     |                                     |                                     |                                     |                                     |                                     |                                 |                                 |  |  |                                   |                                   |                                   |                                   |                                   |                                   |           |  |            |            |            |            |                                |                                | {{{#}}}                        |                                |                                |                                |         |         |                             |                             |                             |                             |                             |                             |       |       |       |       |  |  |  |  |
|                                    |                                    |                                    |                                    |                                    |                                    |                                     |                                     |                                     |                                     |                                     |                                     |                                 |                                 |  |  |                                   |                                   |                                   |                                   |                                   |                                   |           |  |            |            |            |            |                                |                                |                                |                                |                                |                                |         |         |                             |                             |                             |                             |                             |                             |       |       |       |       |  |  |  |  |
|                                    |                                    |                                    |                                    |                                    |                                    |                                     |                                     |                                     |                                     |                                     |                                     |                                 |                                 |  |  |                                   |                                   |                                   |                                   |                                   |                                   |           |  |            |            |            |            | Hán Thiếu Chủ Lưu Kế Ân ?-968  | Hán Thiếu Chủ Lưu Kế Ân ?-968  | Hán Thiếu Chủ Lưu Kế Ân ?-968  | Hán Thiếu Chủ Lưu Kế Ân ?-968  | Hán Thiếu Chủ Lưu Kế Ân ?-968  | Hán Thiếu Chủ Lưu Kế Ân ?-968  |         |         | Lưu Kế Nguyên ?-968-979-992 | Lưu Kế Nguyên ?-968-979-992 | Lưu Kế Nguyên ?-968-979-992 | Lưu Kế Nguyên ?-968-979-992 | Lưu Kế Nguyên ?-968-979-992 | Lưu Kế Nguyên ?-968-979-992 |       |       |       |       |  |  |  |  |

### Hậu Chu
|                                           |                    |                    |                    |                    |                    |  |  |                     |                     |                     |                     |                     |                     |  |  | nhận nuôi                        |                                  |                                  |                                  |                                  |                                  |  |  |
|                                           |                    |                    |                    | Sài Ông            |                    |  |  |                     |                     |                     |                     |                     |                     |  |  |                                  |                                  |                                  |                                  |                                  |                                  |  |  |
|                                           |                    |                    |                    |                    |                    |  |  |                     |                     |                     |                     |                     |                     |  |  |                                  |                                  |                                  |                                  |                                  |                                  |  |  |
|                                           |                    |                    |                    |                    |                    |  |  |                     |                     |                     |                     |                     |                     |  |  |                                  |                                  |                                  |                                  |                                  |                                  |  |  |
| Sài Thủ Lễ 896-967                        | Sài Thủ Lễ 896-967 | Sài Thủ Lễ 896-967 | Sài Thủ Lễ 896-967 | Sài Thủ Lễ 896-967 | Sài Thủ Lễ 896-967 |  |  | Thánh Mục hoàng hậu | Thánh Mục hoàng hậu | Thánh Mục hoàng hậu | Thánh Mục hoàng hậu | Thánh Mục hoàng hậu | Thánh Mục hoàng hậu |  |  | Chu Thái Tổ Quách Uy 904-951-954 | Chu Thái Tổ Quách Uy 904-951-954 | Chu Thái Tổ Quách Uy 904-951-954 | Chu Thái Tổ Quách Uy 904-951-954 | Chu Thái Tổ Quách Uy 904-951-954 | Chu Thái Tổ Quách Uy 904-951-954 |  |  |
| Sài Thủ Lễ 896-967                        | Sài Thủ Lễ 896-967 | Sài Thủ Lễ 896-967 | Sài Thủ Lễ 896-967 | Sài Thủ Lễ 896-967 | Sài Thủ Lễ 896-967 |  |  | Thánh Mục hoàng hậu | Thánh Mục hoàng hậu | Thánh Mục hoàng hậu | Thánh Mục hoàng hậu | Thánh Mục hoàng hậu | Thánh Mục hoàng hậu |  |  | Chu Thái Tổ Quách Uy 904-951-954 | Chu Thái Tổ Quách Uy 904-951-954 | Chu Thái Tổ Quách Uy 904-951-954 | Chu Thái Tổ Quách Uy 904-951-954 | Chu Thái Tổ Quách Uy 904-951-954 | Chu Thái Tổ Quách Uy 904-951-954 |  |  |
|                                           |                    |                    |                    |                    |                    |  |  |                     |                     |                     |                     |                     |                     |  |  |                                  |                                  |                                  |                                  |                                  |                                  |  |  |
|                                           |                    |                    |                    |                    |                    |  |  |                     |                     |                     |                     |                     |                     |  |  |                                  |                                  |                                  |                                  |                                  |                                  |  |  |
| Chu Thế Tông Sài Vinh 921-954-959         |                    |                    |                    |                    |                    |  |  |                     |                     |                     |                     |                     |                     |  |  |                                  |                                  |                                  |                                  |                                  |                                  |  |  |
|                                           |                    |                    |                    |                    |                    |  |  |                     |                     |                     |                     |                     |                     |  |  |                                  |                                  |                                  |                                  |                                  |                                  |  |  |
| Chu Cung Đế Sài Tông Huấn 953-959-960-973 |                    |                    |                    |                    |                    |  |  |                     |                     |                     |                     |                     |                     |  |  |                                  |                                  |                                  |                                  |                                  |                                  |  |  |

## Thập Quốc

### Ngô
|                                               |                                               |                                               |                                               |                                               |                                               |  |  | (1)Ngô Thái Tổ Dương Hành Mật 852-902-905 |                                     |                                     |                                     |                                     |                                     |  |  |  |  |                                         |                                         |                                         |                                         |                                         |                                         |  |  |  |  |  |  |
|                                               |                                               |                                               |                                               |                                               |                                               |  |  |                                           |                                     |                                     |                                     |                                     |                                     |  |  |  |  |                                         |                                         |                                         |                                         |                                         |                                         |  |  |  |  |  |  |
|                                               |                                               |                                               |                                               |                                               |                                               |  |  |                                           |                                     |                                     |                                     |                                     |                                     |  |  |  |  |                                         |                                         |                                         |                                         |                                         |                                         |  |  |  |  |  |  |
| (3)Ngô Cao Tổ Dương Long Diễn 897-908-919-920 | (3)Ngô Cao Tổ Dương Long Diễn 897-908-919-920 | (3)Ngô Cao Tổ Dương Long Diễn 897-908-919-920 | (3)Ngô Cao Tổ Dương Long Diễn 897-908-919-920 | (3)Ngô Cao Tổ Dương Long Diễn 897-908-919-920 | (3)Ngô Cao Tổ Dương Long Diễn 897-908-919-920 |  |  | (2)Ngô Liệt Tổ Dương Ác 888-905-908       | (2)Ngô Liệt Tổ Dương Ác 888-905-908 | (2)Ngô Liệt Tổ Dương Ác 888-905-908 | (2)Ngô Liệt Tổ Dương Ác 888-905-908 | (2)Ngô Liệt Tổ Dương Ác 888-905-908 | (2)Ngô Liệt Tổ Dương Ác 888-905-908 |  |  |  |  | (4)Ngô Duệ Đế Dương Phổ 897-920-927-937 | (4)Ngô Duệ Đế Dương Phổ 897-920-927-937 | (4)Ngô Duệ Đế Dương Phổ 897-920-927-937 | (4)Ngô Duệ Đế Dương Phổ 897-920-927-937 | (4)Ngô Duệ Đế Dương Phổ 897-920-927-937 | (4)Ngô Duệ Đế Dương Phổ 897-920-927-937 |  |  |  |  |  |  |

### Ngô Việt
|                                                         |                                                         |                                                         |                                                         |                                                         |                                                         |  |  | (1) Ngô Việt Vũ Túc Vương Tiền Lưu 850-907-932           |                                                          |                                                          |                                                          |                                                          |                                                          |  |  |  |  |  |  |                                                            |                                                            |                                                            |                                                            |                                                            |                                                            |  |  |  |  |  |  |
|                                                         |                                                         |                                                         |                                                         |                                                         |                                                         |  |  |                                                          |                                                          |                                                          |                                                          |                                                          |                                                          |  |  |  |  |  |  |                                                            |                                                            |                                                            |                                                            |                                                            |                                                            |  |  |  |  |  |  |
|                                                         |                                                         |                                                         |                                                         |                                                         |                                                         |  |  | (2) Ngô Việt Văn Mục Vương Tiền Nguyên Quán 887-932-941  |                                                          |                                                          |                                                          |                                                          |                                                          |  |  |  |  |  |  |                                                            |                                                            |                                                            |                                                            |                                                            |                                                            |  |  |  |  |  |  |
|                                                         |                                                         |                                                         |                                                         |                                                         |                                                         |  |  |                                                          |                                                          |                                                          |                                                          |                                                          |                                                          |  |  |  |  |  |  |                                                            |                                                            |                                                            |                                                            |                                                            |                                                            |  |  |  |  |  |  |
|                                                         |                                                         |                                                         |                                                         |                                                         |                                                         |  |  |                                                          |                                                          |                                                          |                                                          |                                                          |                                                          |  |  |  |  |  |  |                                                            |                                                            |                                                            |                                                            |                                                            |                                                            |  |  |  |  |  |  |
| (3) Ngô Việt Trung Hiến Vương Tiền Hoằng Tá 928-941-947 | (3) Ngô Việt Trung Hiến Vương Tiền Hoằng Tá 928-941-947 | (3) Ngô Việt Trung Hiến Vương Tiền Hoằng Tá 928-941-947 | (3) Ngô Việt Trung Hiến Vương Tiền Hoằng Tá 928-941-947 | (3) Ngô Việt Trung Hiến Vương Tiền Hoằng Tá 928-941-947 | (3) Ngô Việt Trung Hiến Vương Tiền Hoằng Tá 928-941-947 |  |  | (4) Ngô Việt Trung Tốn Vương Tiền Hoằng Tông 928-947-971 | (4) Ngô Việt Trung Tốn Vương Tiền Hoằng Tông 928-947-971 | (4) Ngô Việt Trung Tốn Vương Tiền Hoằng Tông 928-947-971 | (4) Ngô Việt Trung Tốn Vương Tiền Hoằng Tông 928-947-971 | (4) Ngô Việt Trung Tốn Vương Tiền Hoằng Tông 928-947-971 | (4) Ngô Việt Trung Tốn Vương Tiền Hoằng Tông 928-947-971 |  |  |  |  |  |  | (5) Ngô Việt Trung Ý Vương Tiền Hoằng Thục 929-947-978-988 | (5) Ngô Việt Trung Ý Vương Tiền Hoằng Thục 929-947-978-988 | (5) Ngô Việt Trung Ý Vương Tiền Hoằng Thục 929-947-978-988 | (5) Ngô Việt Trung Ý Vương Tiền Hoằng Thục 929-947-978-988 | (5) Ngô Việt Trung Ý Vương Tiền Hoằng Thục 929-947-978-988 | (5) Ngô Việt Trung Ý Vương Tiền Hoằng Thục 929-947-978-988 |  |  |  |  |  |  |

### Nam Hán
|                                           |                                           |                                           |                                           |                                           |                                           |  |  | Nam Hán Đại Tổ Lưu Trí Khiêm ?-894       |                                          |                                          |                                          |                                          |                                          |  |  |  |  |                                              |                                             |                                             |                                             |                                             |                                             |  |  |  |  |  |  |  |  |  |  |  |  |  |  |  |  |  |  |
|                                           |                                           |                                           |                                           |                                           |                                           |  |  |                                          |                                          |                                          |                                          |                                          |                                          |  |  |  |  |                                              |                                             |                                             |                                             |                                             |                                             |  |  |  |  |  |  |  |  |  |  |  |  |  |  |  |  |  |  |
|                                           |                                           |                                           |                                           |                                           |                                           |  |  |                                          |                                          |                                          |                                          |                                          |                                          |  |  |  |  |                                              |                                             |                                             |                                             |                                             |                                             |  |  |  |  |  |  |  |  |  |  |  |  |  |  |  |  |  |  |
| Nam Hán Liệt Tổ Lưu Ẩn 873-911            | Nam Hán Liệt Tổ Lưu Ẩn 873-911            | Nam Hán Liệt Tổ Lưu Ẩn 873-911            | Nam Hán Liệt Tổ Lưu Ẩn 873-911            | Nam Hán Liệt Tổ Lưu Ẩn 873-911            | Nam Hán Liệt Tổ Lưu Ẩn 873-911            |  |  | (1)Nam Hán Cao Tổ Lưu Nghiễm 889-917-942 | (1)Nam Hán Cao Tổ Lưu Nghiễm 889-917-942 | (1)Nam Hán Cao Tổ Lưu Nghiễm 889-917-942 | (1)Nam Hán Cao Tổ Lưu Nghiễm 889-917-942 | (1)Nam Hán Cao Tổ Lưu Nghiễm 889-917-942 | (1)Nam Hán Cao Tổ Lưu Nghiễm 889-917-942 |  |  |  |  |                                              |                                             |                                             |                                             |                                             |                                             |  |  |  |  |  |  |  |  |  |  |  |  |  |  |  |  |  |  |
| Nam Hán Liệt Tổ Lưu Ẩn 873-911            | Nam Hán Liệt Tổ Lưu Ẩn 873-911            | Nam Hán Liệt Tổ Lưu Ẩn 873-911            | Nam Hán Liệt Tổ Lưu Ẩn 873-911            | Nam Hán Liệt Tổ Lưu Ẩn 873-911            | Nam Hán Liệt Tổ Lưu Ẩn 873-911            |  |  | (1)Nam Hán Cao Tổ Lưu Nghiễm 889-917-942 | (1)Nam Hán Cao Tổ Lưu Nghiễm 889-917-942 | (1)Nam Hán Cao Tổ Lưu Nghiễm 889-917-942 | (1)Nam Hán Cao Tổ Lưu Nghiễm 889-917-942 | (1)Nam Hán Cao Tổ Lưu Nghiễm 889-917-942 | (1)Nam Hán Cao Tổ Lưu Nghiễm 889-917-942 |  |  |  |  |                                              |                                             |                                             |                                             |                                             |                                             |  |  |  |  |  |  |  |  |  |  |  |  |  |  |  |  |  |  |
|                                           |                                           |                                           |                                           |                                           |                                           |  |  |                                          |                                          |                                          |                                          |                                          |                                          |  |  |  |  |                                              |                                             |                                             |                                             |                                             |                                             |  |  |  |  |  |  |  |  |  |  |  |  |  |  |  |  |  |  |
| (2)Nam Hán Thương Đế Lưu Phân 920-942-943 | (2)Nam Hán Thương Đế Lưu Phân 920-942-943 | (2)Nam Hán Thương Đế Lưu Phân 920-942-943 | (2)Nam Hán Thương Đế Lưu Phân 920-942-943 | (2)Nam Hán Thương Đế Lưu Phân 920-942-943 | (2)Nam Hán Thương Đế Lưu Phân 920-942-943 |  |  |                                          |                                          |                                          |                                          |                                          |                                          |  |  |  |  | (3)Nam Hán Trung Tông Lưu Thịnh 920-943-958  | (3)Nam Hán Trung Tông Lưu Thịnh 920-943-958 | (3)Nam Hán Trung Tông Lưu Thịnh 920-943-958 | (3)Nam Hán Trung Tông Lưu Thịnh 920-943-958 | (3)Nam Hán Trung Tông Lưu Thịnh 920-943-958 | (3)Nam Hán Trung Tông Lưu Thịnh 920-943-958 |  |  |  |  |  |  |  |  |  |  |  |  |  |  |  |  |  |  |
| (2)Nam Hán Thương Đế Lưu Phân 920-942-943 | (2)Nam Hán Thương Đế Lưu Phân 920-942-943 | (2)Nam Hán Thương Đế Lưu Phân 920-942-943 | (2)Nam Hán Thương Đế Lưu Phân 920-942-943 | (2)Nam Hán Thương Đế Lưu Phân 920-942-943 | (2)Nam Hán Thương Đế Lưu Phân 920-942-943 |  |  |                                          |                                          |                                          |                                          |                                          |                                          |  |  |  |  | (3)Nam Hán Trung Tông Lưu Thịnh 920-943-958  | (3)Nam Hán Trung Tông Lưu Thịnh 920-943-958 | (3)Nam Hán Trung Tông Lưu Thịnh 920-943-958 | (3)Nam Hán Trung Tông Lưu Thịnh 920-943-958 | (3)Nam Hán Trung Tông Lưu Thịnh 920-943-958 | (3)Nam Hán Trung Tông Lưu Thịnh 920-943-958 |  |  |  |  |  |  |  |  |  |  |  |  |  |  |  |  |  |  |
|                                           |                                           |                                           |                                           |                                           |                                           |  |  |                                          |                                          |                                          |                                          |                                          |                                          |  |  |  |  | (4)Nam Hán Hậu Chủ Lưu Sưởng 942-958-971-980 |                                             |                                             |                                             |                                             |                                             |  |  |  |  |  |  |  |  |  |  |  |  |  |  |  |  |  |  |

### Mân
|                                        |                                        |                                        |                                        |                                        |                                        |  |  | Vương Nhẫm                                     |                                                |                                                |                                                |                                                |                                                |  |  |                           |                           |                                            |                                            |                                            |                                            |                                            |                                            |  |  |                                                        |                                                        |                                                        |                                                        |                                                        |                                                        |  |  |  |  |  |  |  |  |  |  |  |  |  |  |  |  |  |  |
|                                        |                                        |                                        |                                        |                                        |                                        |  |  |                                                |                                                |                                                |                                                |                                                |                                                |  |  |                           |                           |                                            |                                            |                                            |                                            |                                            |                                            |  |  |                                                        |                                                        |                                                        |                                                        |                                                        |                                                        |  |  |  |  |  |  |  |  |  |  |  |  |  |  |  |  |  |  |
|                                        |                                        |                                        |                                        |                                        |                                        |  |  |                                                |                                                |                                                |                                                |                                                |                                                |  |  |                           |                           |                                            |                                            |                                            |                                            |                                            |                                            |  |  |                                                        |                                                        |                                                        |                                                        |                                                        |                                                        |  |  |  |  |  |  |  |  |  |  |  |  |  |  |  |  |  |  |
| Vương Triều 846-898                    | Vương Triều 846-898                    | Vương Triều 846-898                    | Vương Triều 846-898                    | Vương Triều 846-898                    | Vương Triều 846-898                    |  |  | (1)Mân Thái Tổ Vương Thẩm Tri 862-909-925      | (1)Mân Thái Tổ Vương Thẩm Tri 862-909-925      | (1)Mân Thái Tổ Vương Thẩm Tri 862-909-925      | (1)Mân Thái Tổ Vương Thẩm Tri 862-909-925      | (1)Mân Thái Tổ Vương Thẩm Tri 862-909-925      | (1)Mân Thái Tổ Vương Thẩm Tri 862-909-925      |  |  |                           |                           |                                            |                                            |                                            |                                            |                                            |                                            |  |  |                                                        |                                                        |                                                        |                                                        |                                                        |                                                        |  |  |  |  |  |  |  |  |  |  |  |  |  |  |  |  |  |  |
| Vương Triều 846-898                    | Vương Triều 846-898                    | Vương Triều 846-898                    | Vương Triều 846-898                    | Vương Triều 846-898                    | Vương Triều 846-898                    |  |  | (1)Mân Thái Tổ Vương Thẩm Tri 862-909-925      | (1)Mân Thái Tổ Vương Thẩm Tri 862-909-925      | (1)Mân Thái Tổ Vương Thẩm Tri 862-909-925      | (1)Mân Thái Tổ Vương Thẩm Tri 862-909-925      | (1)Mân Thái Tổ Vương Thẩm Tri 862-909-925      | (1)Mân Thái Tổ Vương Thẩm Tri 862-909-925      |  |  |                           |                           |                                            |                                            |                                            |                                            |                                            |                                            |  |  |                                                        |                                                        |                                                        |                                                        |                                                        |                                                        |  |  |  |  |  |  |  |  |  |  |  |  |  |  |  |  |  |  |
|                                        |                                        |                                        |                                        |                                        |                                        |  |  |                                                |                                                |                                                |                                                |                                                |                                                |  |  |                           |                           |                                            |                                            |                                            |                                            |                                            |                                            |  |  |                                                        |                                                        |                                                        |                                                        |                                                        |                                                        |  |  |  |  |  |  |  |  |  |  |  |  |  |  |  |  |  |  |
| (2)Mân Tự Chủ Vương Diên Hàn ?-925-926 | (2)Mân Tự Chủ Vương Diên Hàn ?-925-926 | (2)Mân Tự Chủ Vương Diên Hàn ?-925-926 | (2)Mân Tự Chủ Vương Diên Hàn ?-925-926 | (2)Mân Tự Chủ Vương Diên Hàn ?-925-926 | (2)Mân Tự Chủ Vương Diên Hàn ?-925-926 |  |  | (3)Mân Thái Tông Vương Diên Quân ?-926-933-935 | (3)Mân Thái Tông Vương Diên Quân ?-926-933-935 | (3)Mân Thái Tông Vương Diên Quân ?-926-933-935 | (3)Mân Thái Tông Vương Diên Quân ?-926-933-935 | (3)Mân Thái Tông Vương Diên Quân ?-926-933-935 | (3)Mân Thái Tông Vương Diên Quân ?-926-933-935 |  |  |                           |                           | (5)Mân Cảnh Tông Vương Diên Hy ?-939-944-? | (5)Mân Cảnh Tông Vương Diên Hy ?-939-944-? | (5)Mân Cảnh Tông Vương Diên Hy ?-939-944-? | (5)Mân Cảnh Tông Vương Diên Hy ?-939-944-? | (5)Mân Cảnh Tông Vương Diên Hy ?-939-944-? | (5)Mân Cảnh Tông Vương Diên Hy ?-939-944-? |  |  | (6)Ân Cung Ý Phúc Vương Vương Diên Chính ?-943-945-951 | (6)Ân Cung Ý Phúc Vương Vương Diên Chính ?-943-945-951 | (6)Ân Cung Ý Phúc Vương Vương Diên Chính ?-943-945-951 | (6)Ân Cung Ý Phúc Vương Vương Diên Chính ?-943-945-951 | (6)Ân Cung Ý Phúc Vương Vương Diên Chính ?-943-945-951 | (6)Ân Cung Ý Phúc Vương Vương Diên Chính ?-943-945-951 |  |  |  |  |  |  |  |  |  |  |  |  |  |  |  |  |  |  |
| (2)Mân Tự Chủ Vương Diên Hàn ?-925-926 | (2)Mân Tự Chủ Vương Diên Hàn ?-925-926 | (2)Mân Tự Chủ Vương Diên Hàn ?-925-926 | (2)Mân Tự Chủ Vương Diên Hàn ?-925-926 | (2)Mân Tự Chủ Vương Diên Hàn ?-925-926 | (2)Mân Tự Chủ Vương Diên Hàn ?-925-926 |  |  | (3)Mân Thái Tông Vương Diên Quân ?-926-933-935 | (3)Mân Thái Tông Vương Diên Quân ?-926-933-935 | (3)Mân Thái Tông Vương Diên Quân ?-926-933-935 | (3)Mân Thái Tông Vương Diên Quân ?-926-933-935 | (3)Mân Thái Tông Vương Diên Quân ?-926-933-935 | (3)Mân Thái Tông Vương Diên Quân ?-926-933-935 |  |  |                           |                           | (5)Mân Cảnh Tông Vương Diên Hy ?-939-944-? | (5)Mân Cảnh Tông Vương Diên Hy ?-939-944-? | (5)Mân Cảnh Tông Vương Diên Hy ?-939-944-? | (5)Mân Cảnh Tông Vương Diên Hy ?-939-944-? | (5)Mân Cảnh Tông Vương Diên Hy ?-939-944-? | (5)Mân Cảnh Tông Vương Diên Hy ?-939-944-? |  |  | (6)Ân Cung Ý Phúc Vương Vương Diên Chính ?-943-945-951 | (6)Ân Cung Ý Phúc Vương Vương Diên Chính ?-943-945-951 | (6)Ân Cung Ý Phúc Vương Vương Diên Chính ?-943-945-951 | (6)Ân Cung Ý Phúc Vương Vương Diên Chính ?-943-945-951 | (6)Ân Cung Ý Phúc Vương Vương Diên Chính ?-943-945-951 | (6)Ân Cung Ý Phúc Vương Vương Diên Chính ?-943-945-951 |  |  |  |  |  |  |  |  |  |  |  |  |  |  |  |  |  |  |
|                                        |                                        |                                        |                                        |                                        |                                        |  |  | (4)Mân Khang Tông Vương Kế Bằng ?-935-939      | (4)Mân Khang Tông Vương Kế Bằng ?-935-939      | (4)Mân Khang Tông Vương Kế Bằng ?-935-939      | (4)Mân Khang Tông Vương Kế Bằng ?-935-939      | (4)Mân Khang Tông Vương Kế Bằng ?-935-939      | (4)Mân Khang Tông Vương Kế Bằng ?-935-939      |  |  | (6)Chu Văn Tiến ?-944-945 | (6)Chu Văn Tiến ?-944-945 | (6)Chu Văn Tiến ?-944-945                  | (6)Chu Văn Tiến ?-944-945                  | (6)Chu Văn Tiến ?-944-945                  | (6)Chu Văn Tiến ?-944-945                  |                                            |                                            |  |  |                                                        |                                                        |                                                        |                                                        |                                                        |                                                        |  |  |  |  |  |  |  |  |  |  |  |  |  |  |  |  |  |  |

### Tiền Thục
| (1)Tiền Thục Cao Tổ Vương Kiến 847-907-918      |  |  |  |  |  |  |  |  |  |
|                                                 |  |  |  |  |  |  |  |  |  |
| (2)Tiền Thục Hậu Chủ Vương Diễn 899-918-925-926 |  |  |  |  |  |  |  |  |  |

### Hậu Thục
| (1)Hậu Thục Cao Tổ Mạnh Tri Tường 858-924-928 |  |  |  |  |  |  |  |  |  |
|                                               |  |  |  |  |  |  |  |  |  |
| (2)Hậu Thục Hậu Chủ Mạnh Sưởng 891-928-948    |  |  |  |  |  |  |  |  |  |

### Kinh Nam／Nam Bình
|                                                   |                                                   |                                                   |                                                   |                                                   |                                                   |  |  | (1)Nam Bình Vũ Tín Vương Cao Quý Hưng 858-924-928      |                                                    |                                                    |                                                    |                                                    |                                                    |  |  |  |  |  |  |  |  |  |  |  |  |  |  |  |  |
|                                                   |                                                   |                                                   |                                                   |                                                   |                                                   |  |  |                                                        |                                                    |                                                    |                                                    |                                                    |                                                    |  |  |  |  |  |  |  |  |  |  |  |  |  |  |  |  |
|                                                   |                                                   |                                                   |                                                   |                                                   |                                                   |  |  | (2)Nam Bình Văn Hiến Vương Cao Tòng Hối 891-928-948    |                                                    |                                                    |                                                    |                                                    |                                                    |  |  |  |  |  |  |  |  |  |  |  |  |  |  |  |  |
|                                                   |                                                   |                                                   |                                                   |                                                   |                                                   |  |  |                                                        |                                                    |                                                    |                                                    |                                                    |                                                    |  |  |  |  |  |  |  |  |  |  |  |  |  |  |  |  |
|                                                   |                                                   |                                                   |                                                   |                                                   |                                                   |  |  |                                                        |                                                    |                                                    |                                                    |                                                    |                                                    |  |  |  |  |  |  |  |  |  |  |  |  |  |  |  |  |
| (4)Nam Bình Trinh An Vương Cao bảo Úc 924-960-962 | (4)Nam Bình Trinh An Vương Cao bảo Úc 924-960-962 | (4)Nam Bình Trinh An Vương Cao bảo Úc 924-960-962 | (4)Nam Bình Trinh An Vương Cao bảo Úc 924-960-962 | (4)Nam Bình Trinh An Vương Cao bảo Úc 924-960-962 | (4)Nam Bình Trinh An Vương Cao bảo Úc 924-960-962 |  |  | (3)Nam Bình Trinh Ý Vương Cao Bảo Dung 920-948-960     | (3)Nam Bình Trinh Ý Vương Cao Bảo Dung 920-948-960 | (3)Nam Bình Trinh Ý Vương Cao Bảo Dung 920-948-960 | (3)Nam Bình Trinh Ý Vương Cao Bảo Dung 920-948-960 | (3)Nam Bình Trinh Ý Vương Cao Bảo Dung 920-948-960 | (3)Nam Bình Trinh Ý Vương Cao Bảo Dung 920-948-960 |  |  |  |  |  |  |  |  |  |  |  |  |  |  |  |  |
| (4)Nam Bình Trinh An Vương Cao bảo Úc 924-960-962 | (4)Nam Bình Trinh An Vương Cao bảo Úc 924-960-962 | (4)Nam Bình Trinh An Vương Cao bảo Úc 924-960-962 | (4)Nam Bình Trinh An Vương Cao bảo Úc 924-960-962 | (4)Nam Bình Trinh An Vương Cao bảo Úc 924-960-962 | (4)Nam Bình Trinh An Vương Cao bảo Úc 924-960-962 |  |  | (3)Nam Bình Trinh Ý Vương Cao Bảo Dung 920-948-960     | (3)Nam Bình Trinh Ý Vương Cao Bảo Dung 920-948-960 | (3)Nam Bình Trinh Ý Vương Cao Bảo Dung 920-948-960 | (3)Nam Bình Trinh Ý Vương Cao Bảo Dung 920-948-960 | (3)Nam Bình Trinh Ý Vương Cao Bảo Dung 920-948-960 | (3)Nam Bình Trinh Ý Vương Cao Bảo Dung 920-948-960 |  |  |  |  |  |  |  |  |  |  |  |  |  |  |  |  |
|                                                   |                                                   |                                                   |                                                   |                                                   |                                                   |  |  | (5)Nam Bình Đức Nhân Vương Cao Kế Xung 943-962-963-973 |                                                    |                                                    |                                                    |                                                    |                                                    |  |  |  |  |  |  |  |  |  |  |  |  |  |  |  |  |

### Sở
|              |            |            |            |            |            |  |  |                                             |                                             |                                             |                                             |                                             |                                             |  |  | (1)Sở Vũ Mục Vương Mã Ân 852-907-930         |                                              |                                              |                                              |                                              |                                              |  |  |                                              |                                              |                                              |                                              |                                              |                                              |  |  |             |             |             |             |             |             |  |  |           |           |           |           |           |           |  |  |                       |                       |                       |                       |                       |                       |  |  |                                       |                                       |                                       |                                       |                                       |                                       |  |  |  |  |
|              |            |            |            |            |            |  |  |                                             |                                             |                                             |                                             |                                             |                                             |  |  |                                              |                                              |                                              |                                              |                                              |                                              |  |  |                                              |                                              |                                              |                                              |                                              |                                              |  |  |             |             |             |             |             |             |  |  |           |           |           |           |           |           |  |  |                       |                       |                       |                       |                       |                       |  |  |                                       |                                       |                                       |                                       |                                       |                                       |  |  |  |  |
|              |            |            |            |            |            |  |  |                                             |                                             |                                             |                                             |                                             |                                             |  |  |                                              |                                              |                                              |                                              |                                              |                                              |  |  |                                              |                                              |                                              |                                              |                                              |                                              |  |  |             |             |             |             |             |             |  |  |           |           |           |           |           |           |  |  |                       |                       |                       |                       |                       |                       |  |  |                                       |                                       |                                       |                                       |                                       |                                       |  |  |  |  |
| Mã Hi Chấn   | Mã Hi Chấn | Mã Hi Chấn | Mã Hi Chấn | Mã Hi Chấn | Mã Hi Chấn |  |  | (2)Hành Dương Vương Mã Hi Thanh 898-930-932 | (2)Hành Dương Vương Mã Hi Thanh 898-930-932 | (2)Hành Dương Vương Mã Hi Thanh 898-930-932 | (2)Hành Dương Vương Mã Hi Thanh 898-930-932 | (2)Hành Dương Vương Mã Hi Thanh 898-930-932 | (2)Hành Dương Vương Mã Hi Thanh 898-930-932 |  |  | (5)Sở Cung Hiếu Vương Mã Hi Ngạc ?-950-951-? | (5)Sở Cung Hiếu Vương Mã Hi Ngạc ?-950-951-? | (5)Sở Cung Hiếu Vương Mã Hi Ngạc ?-950-951-? | (5)Sở Cung Hiếu Vương Mã Hi Ngạc ?-950-951-? | (5)Sở Cung Hiếu Vương Mã Hi Ngạc ?-950-951-? | (5)Sở Cung Hiếu Vương Mã Hi Ngạc ?-950-951-? |  |  | (3)Sở Văn Chiêu Vương Mã Hi Phạm 899-932-947 | (3)Sở Văn Chiêu Vương Mã Hi Phạm 899-932-947 | (3)Sở Văn Chiêu Vương Mã Hi Phạm 899-932-947 | (3)Sở Văn Chiêu Vương Mã Hi Phạm 899-932-947 | (3)Sở Văn Chiêu Vương Mã Hi Phạm 899-932-947 | (3)Sở Văn Chiêu Vương Mã Hi Phạm 899-932-947 |  |  | Mã Hi Vượng | Mã Hi Vượng | Mã Hi Vượng | Mã Hi Vượng | Mã Hi Vượng | Mã Hi Vượng |  |  | Mã Hi Cảo | Mã Hi Cảo | Mã Hi Cảo | Mã Hi Cảo | Mã Hi Cảo | Mã Hi Cảo |  |  | (6)Mã Hi Sùng ?-951-? | (6)Mã Hi Sùng ?-951-? | (6)Mã Hi Sùng ?-951-? | (6)Mã Hi Sùng ?-951-? | (6)Mã Hi Sùng ?-951-? | (6)Mã Hi Sùng ?-951-? |  |  | (4)Sở Phế Vương Mã Hi Quảng ?-947-950 | (4)Sở Phế Vương Mã Hi Quảng ?-947-950 | (4)Sở Phế Vương Mã Hi Quảng ?-947-950 | (4)Sở Phế Vương Mã Hi Quảng ?-947-950 | (4)Sở Phế Vương Mã Hi Quảng ?-947-950 | (4)Sở Phế Vương Mã Hi Quảng ?-947-950 |  |  |  |  |
| Mã Hi Chấn   | Mã Hi Chấn | Mã Hi Chấn | Mã Hi Chấn | Mã Hi Chấn | Mã Hi Chấn |  |  | (2)Hành Dương Vương Mã Hi Thanh 898-930-932 | (2)Hành Dương Vương Mã Hi Thanh 898-930-932 | (2)Hành Dương Vương Mã Hi Thanh 898-930-932 | (2)Hành Dương Vương Mã Hi Thanh 898-930-932 | (2)Hành Dương Vương Mã Hi Thanh 898-930-932 | (2)Hành Dương Vương Mã Hi Thanh 898-930-932 |  |  | (5)Sở Cung Hiếu Vương Mã Hi Ngạc ?-950-951-? | (5)Sở Cung Hiếu Vương Mã Hi Ngạc ?-950-951-? | (5)Sở Cung Hiếu Vương Mã Hi Ngạc ?-950-951-? | (5)Sở Cung Hiếu Vương Mã Hi Ngạc ?-950-951-? | (5)Sở Cung Hiếu Vương Mã Hi Ngạc ?-950-951-? | (5)Sở Cung Hiếu Vương Mã Hi Ngạc ?-950-951-? |  |  | (3)Sở Văn Chiêu Vương Mã Hi Phạm 899-932-947 | (3)Sở Văn Chiêu Vương Mã Hi Phạm 899-932-947 | (3)Sở Văn Chiêu Vương Mã Hi Phạm 899-932-947 | (3)Sở Văn Chiêu Vương Mã Hi Phạm 899-932-947 | (3)Sở Văn Chiêu Vương Mã Hi Phạm 899-932-947 | (3)Sở Văn Chiêu Vương Mã Hi Phạm 899-932-947 |  |  | Mã Hi Vượng | Mã Hi Vượng | Mã Hi Vượng | Mã Hi Vượng | Mã Hi Vượng | Mã Hi Vượng |  |  | Mã Hi Cảo | Mã Hi Cảo | Mã Hi Cảo | Mã Hi Cảo | Mã Hi Cảo | Mã Hi Cảo |  |  | (6)Mã Hi Sùng ?-951-? | (6)Mã Hi Sùng ?-951-? | (6)Mã Hi Sùng ?-951-? | (6)Mã Hi Sùng ?-951-? | (6)Mã Hi Sùng ?-951-? | (6)Mã Hi Sùng ?-951-? |  |  | (4)Sở Phế Vương Mã Hi Quảng ?-947-950 | (4)Sở Phế Vương Mã Hi Quảng ?-947-950 | (4)Sở Phế Vương Mã Hi Quảng ?-947-950 | (4)Sở Phế Vương Mã Hi Quảng ?-947-950 | (4)Sở Phế Vương Mã Hi Quảng ?-947-950 | (4)Sở Phế Vương Mã Hi Quảng ?-947-950 |  |  |  |  |
| Mã Quang Huệ |            |            |            |            |            |  |  |                                             |                                             |                                             |                                             |                                             |                                             |  |  |                                              |                                              |                                              |                                              |                                              |                                              |  |  |                                              |                                              |                                              |                                              |                                              |                                              |  |  |             |             |             |             |             |             |  |  |           |           |           |           |           |           |  |  |                       |                       |                       |                       |                       |                       |  |  |                                       |                                       |                                       |                                       |                                       |                                       |  |  |  |  |

### Nam Đường
|  |  |  |  |  |  |  |  | (1)Nam Đường Liệt Tổ Lý Biện 888-937-943     |  |  |  |  |  |
|  |  |  |  |  |  |  |  |                                              |  |  |  |  |  |
|  |  |  |  |  |  |  |  | (2)Nam Đường Nguyên Tông Lý Cảnh 916-943-961 |  |  |  |  |  |
|  |  |  |  |  |  |  |  |                                              |  |  |  |  |  |
|  |  |  |  |  |  |  |  | (3)Nam Đường Hậu Chủ Lý Dục 937-961-975-978  |  |  |  |  |  |